# Burnett (Washington)
Burnett es un área no incorporada ubicada en el condado de Pierce en el estado estadounidense de Washington.

## Geografía
Burnett se encuentra ubicado en las coordenadas 47°7′46″N 122°2′52″O / 47.12944, -122.04778.